# Хресна дорога 1945
Хресна дорога (хорв. Križni put) — за асоціацією з основним значенням виразу «Хресна дорога» узвичаєна в хорватській історіографії назва поневірянь і мук військовиків переможених частин НДХ і хорватських цивільних біженців після видачі їх югославській армії під Бляйбургом 15 травня 1945.
Масові ліквідації проводилися біля Марибора, Целя, Кочев'я та в інших місцях Словенії, а в Хорватії в околицях Крапини, Самобора, Карловаця, Сисака, Б'єловара та деінде. Величезна кількість людей померла від виснаження та заразних хвороб у різних таборах, які заснувала комуністична влада. Масові страждання тривали з травня по серпень 1945 року. Загальну амністію оголошено 3 серпня 1945 року, але вбивства (хоча і меншою мірою) були і пізніше. Є дуже різні оцінки кількості вбитих, приміром, Хорватська енциклопедія наводить числа від 45 000 до 200 000; випущений тим самим видавцем «Хорватський сімейний словник» 2005 року говорить про десятки тисяч загиблих. Найімовірніша кількість хорватів, убитих силами югославської армії, станом досліджень на 2007 рік, сягає близько 60 000; ще близько 20 000 жертв зараховують до інших народів: насамперед словенців, сербів і німців.

## Загальна чисельність жертв

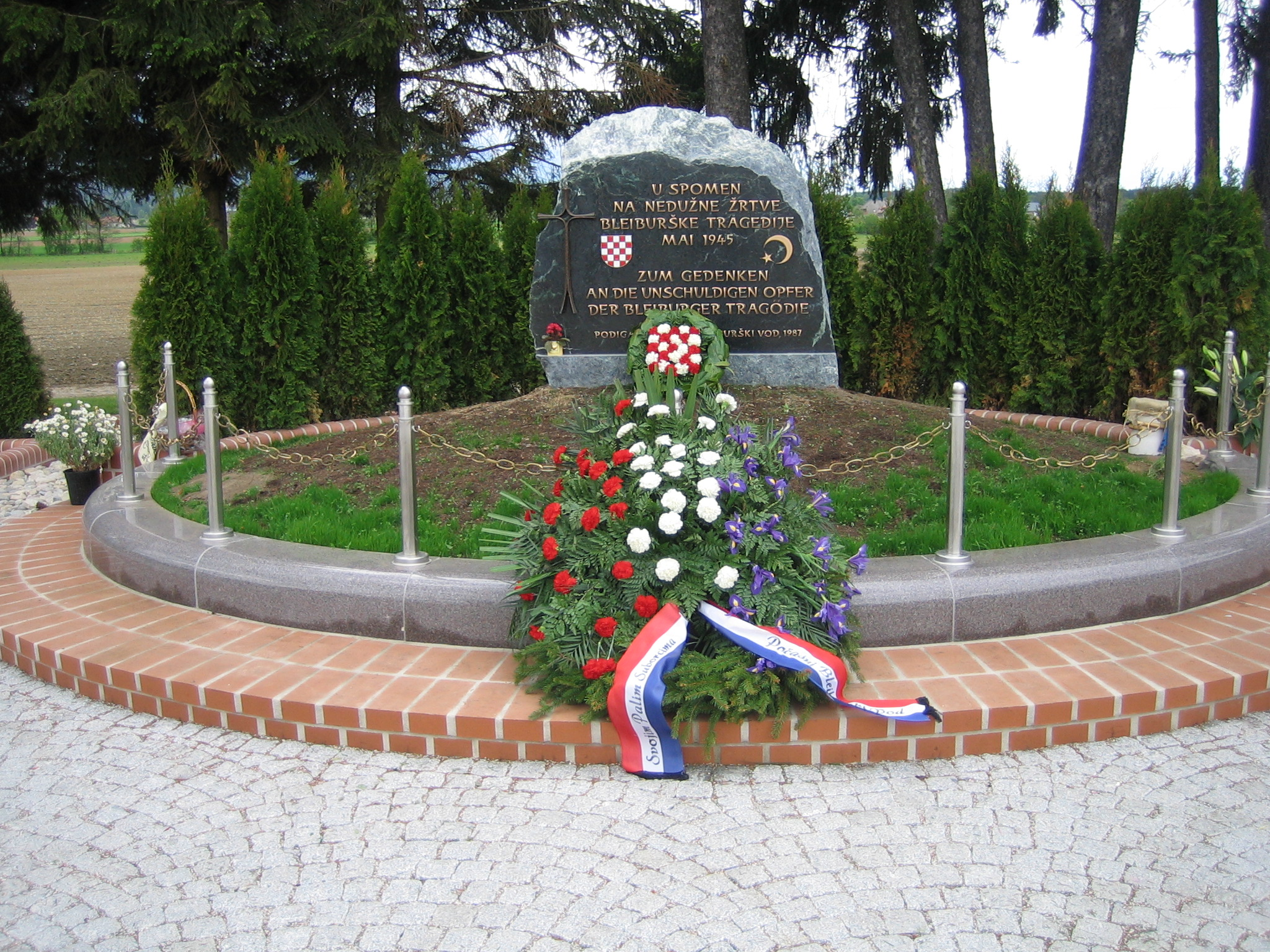
Пам'ятник бляйбурзьким жертвам

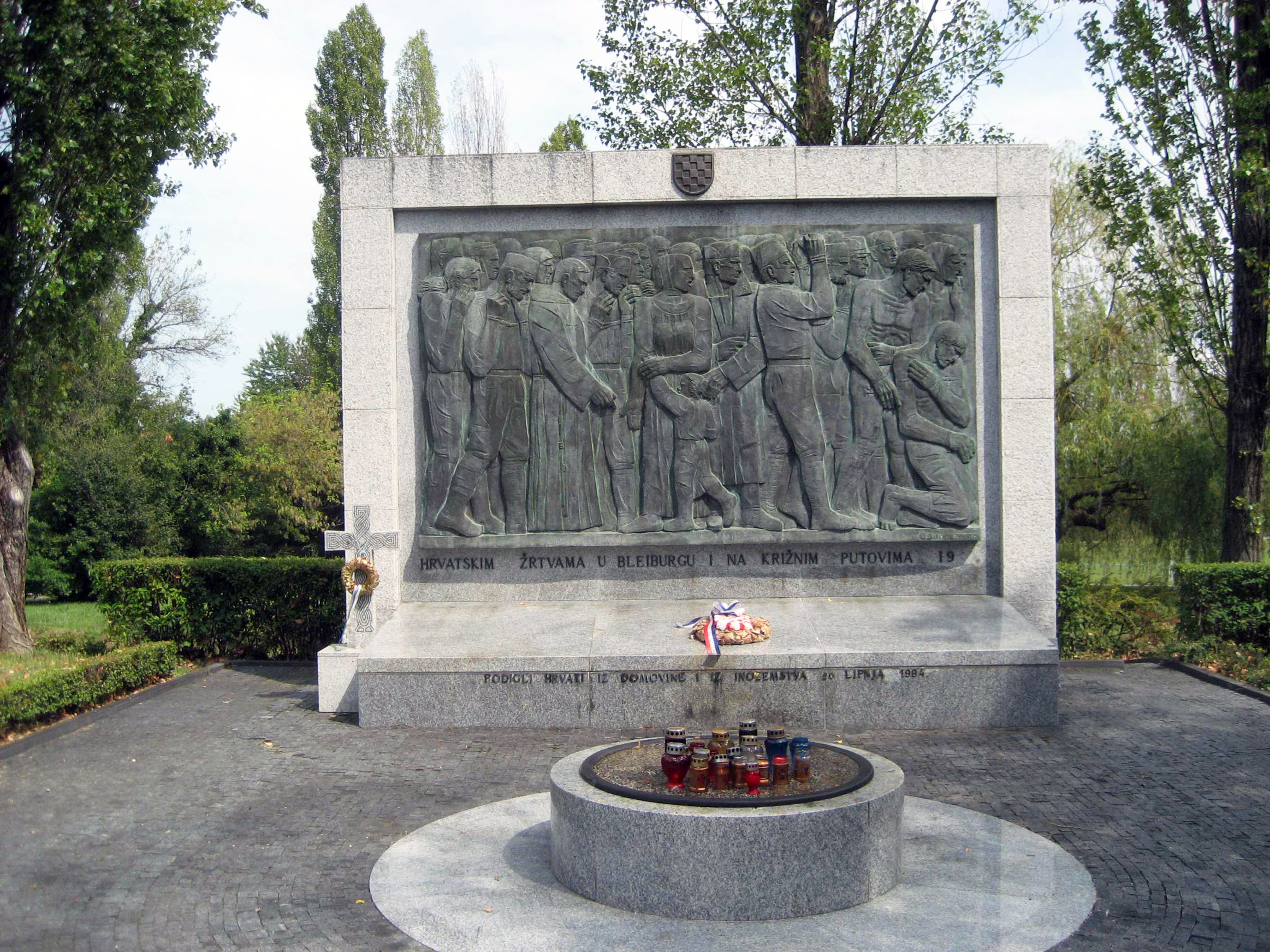
Пам'ятник жертвам на загребському кладовищі Мірогой

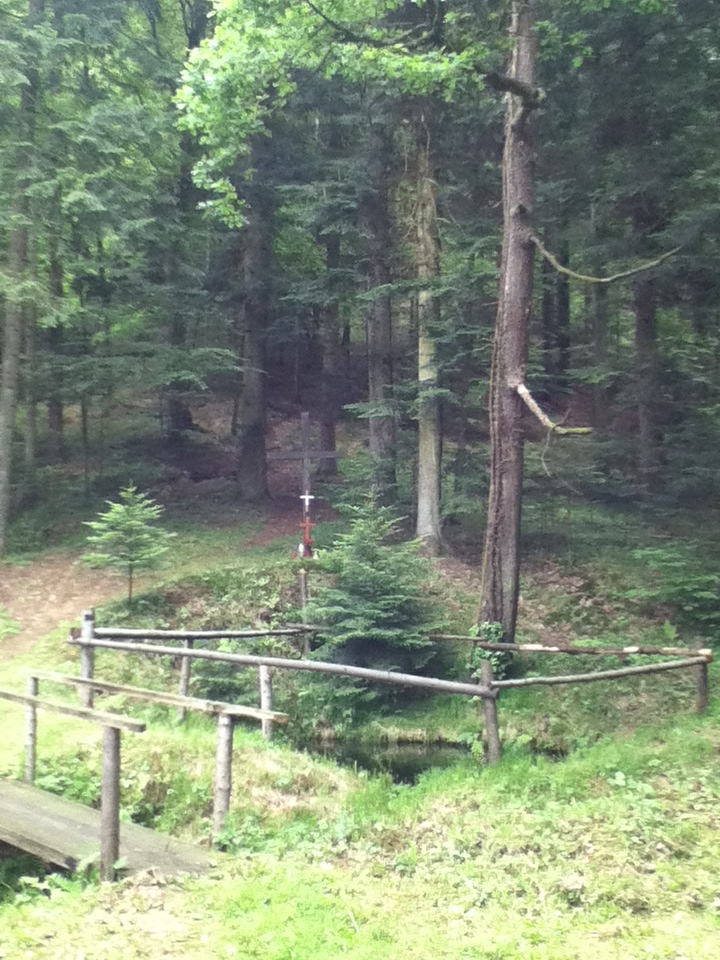
Меморіал у Мацельському лісі

Через понад 60 років після цих подій та 25 років після усунення комуністів від влади (2015) так і не з'ясовано точної кількості жертв Бляйбурзької різанини і Хресної дороги. Між тим, у проміжку після 2000 року наукові дослідження у Словенії і Хорватії та розвідки зарубіжних фахівців, які займалися цими подіями (в яких було вбито і чимало німців, козаків та інших) дають орієнтовне число, яке можна вважати відносно вірогідним.
Генерал ЮНА Іван Долнічар ще в статті для газети КПЮ «Борба» у 1949 році цитує «Повідомлення» МВС ФНРЮ з того самого року, згідно з яким в операціях наприкінці війни «взято у полон 341 405 ворожих бійців, з яких: 221 287 окупантських вояків [...] і 120 150 колаборантських вояків». Іван Долнічар оцінює, що в тих операціях убито («загинуло» — пише він таким чином, щоб допустити у нас думку, що всі вони загинули у бою) ще 100 000 «ворожих вояків».
Хорватський історик Владимир Гайгер 2010 року зазначив, що не можна забувати про представників інших етнічних груп, убитих за комуністичного терору в кінці Другої світової війни – отже, у масових убивствах, за які несе відповідальність югославська комуністична влада, та в таборах, які вона організувала, у 1944–1948 роках втратило життя 70 000 фольксдойчів з різних частин Югославії (переважно з Воєводини), з яких 64 000 цивільних осіб; а серед цих цивільних приблизно 4 500 хорватських фольксдойчів, тоді як загальна чисельність етнічних німців, які жили в Хорватії перед Другою світовою війною, становила близько 20 000. Воєнні втрати етнічних хорватів від сил терору, підконтрольних югославським комуністам у Другій світовій війні і післявоєнний час, вивчені слабше, а Комісію зі встановлення воєнних і післявоєнних жертв Республіки Хорватії було розпущено у 2002 році.